# Adolf Lampe
Adolf Lampe (ur. 8 kwietnia 1897 we Frankfurcie nad Menem, zm. 9 lutego 1948 w Reinhausen) – niemiecki ekonomista XX wieku. Pochodził z zamożnej rodziny kupieckiej. Brał udział w I wojnie światowej. Po wojnie służył w paramilitarnej nacjonalistycznej formacji Freikorps Feldmarschall Hindenburg, jednak już na jesieni 1919 podjął studia ekonomiczne we Frakfurcie nad Menem, a następnie przeniósł się na uniwersytet w Monachium.
W 1925 ożenił się z Gertrud, której ojciec Georg Schmitt był posiadaczem winnic w Nierstein.

## Działalność naukowa
Od początku studiował pod kierunkiem Adolfa Webera, który był zwolennikiem gospodarki rynkowej. W 1925 uzyskał habilitację pozostając na uniwersytecie w Monachium. W następnym roku został powołany jako profesor nadzwyczajny na uniwersytet Albert-Ludwigs-Universität Freiburg we Fryburgu Bryzgowijskim (niem. Freiburg im Breisgau), gdzie współpracował
z Constantinem von Dietze i Walterem Euckenem, oraz od 1938 z Dietrichem Bonhoefferem i Erwinem von Beckerath opracowując zasady gospodarki rynkowej po wojnie.
Po zamachu na Hitlera 20 lipca 1944 został aresztowany i osadzony w obozie koncentracyjnym.
Po wojnie podjął ponownie działalność na uniwersytecie we Fryburgu.
W 1946 został uwięziony przez Francuzów pod zarzutem wydania w 1938 książki na temat gospodarki zbrojeniowej (Allgemeine Wehrwirtschaftslehre).
W swej działalności naukowej rozpatrywał przekształcenia systemów gospodarczych i szukał możliwości ich skutecznego kształtowania.
Adolf Lampe łączył teorię z praktyką, co między innymi znalazło wyraz w jego publikacji 1927 Roboty interwencyjne czy obniżka płac? (Notstandsarbeiten oder Lohnabbau?). Postulował mianowicie, aby zamiast finansowania niezbyt efektywnych robót publicznych, przeznaczyć te środki na rozwój przedsiębiorczości przy jednoczesnym obniżeniu stawek taryfowych, co jego zdaniem przyczyni się do powstania nowych miejsc pracy.

## Publikacje (wybrane)
- Schumpeters System und die Ausgestaltung der Verteilungslehre, w: Finanzarchiv, 3. Folge
- Reine Theorie der Finanzreform, in: Finanzarchiv, Neue Folge 2, 1934
- Allgemeine Wehrwirtschaftslehre, Gustav Fischer, Jena 1938
- Umrisse einer Theorie der Wirtschaftspolitik. wydanie pośmiertne, w: Jahrbücher für Nationalökonomie und Statistik, tom 163, 1951, S. 82–145 i 189-213
- Umrisse einer Theorie des Handels, wydanie pośmiertne, wydawca Rudolf Rohling, Duncker & Humblot, Berlin 1958